# Negros-Fruchttaube
Die Negros-Fruchttaube (Ptilinopus arcanus) ist eine extrem seltene oder bereits ausgestorbene Taubenart aus der Gattung der Flaumfußtauben (Ptilinopus). Sie ist nur von einem Weibchen bekannt, das 1953 auf der Philippinen-Insel Negros gesammelt wurde.

## Merkmale
Der Holotypus hat eine Länge von 16,5 Zentimetern. Das Gefieder ist überwiegend strahlend dunkelgrün. Um die Iris verläuft ein großer, breiter gelber Augenring. Die Stirn ist aschgrau, die Kehle grauweiß. An den Schirmfedern und großen Flügeldecken sind auffällige gelbe Fransen zu erkennen, die ein ziemlich schmales Band an den gefalteten Flügel bilden. Der Steiß und die Unterschwanzdecken sind gelb.

## Vorkommen und Lebensraum
Im Mai 1953 entdeckte der philippische Zoologe Dioscoro S. Rabor am Mount Kanlaon auf der Insel Negros ein Pärchen in einem hohen, früchtetragenden Baum in einem Primärwald in einer Höhenlage von ungefähr 1.100 m. Das Weibchen wurde geschossen, das Männchen verschwand spurlos.

## Status
Bisher ist jede Feldarbeit zur Wiederentdeckung der Negros-Fruchttaube gescheitert. Die Hauptursachen für ihren Rückgang sind Lebensraumzerstörung und Überjagung. Die Taubenjagd ist weit verbreitet und die bewaldete Fläche auf Negros ist auf 4 Prozent geschrumpft. BirdLife International stuft diese Art in die Kategorie „vom Aussterben bedroht“ (critically endangered) ein. Durch eine unbestätigte Sichtung im Jahre 2002 aus dem Mount Kanlaon Natural Park sind die Hoffnungen gestiegen, dass diese Art noch existieren könnte.

## Systematik
Sowohl Ernst Mayr als auch Thomas Brooks zweifeln die Validität der Negros-Fruchttaube an. Ihrer Meinung nach könnte es sich bei diesem Taxon entweder um eine Hybride oder um ein zwergenhaftes Exemplar der Gelbbrust-Fruchttaube (Ptilinopus occipitalis) handeln. Da das Männchen der Negros-Fruchttaube jedoch nie gefunden wurde, kann über Validität oder Invalidität der Art noch keine Aussage getroffen werden.